# ヨムスヴァイキング
ヨムスヴァイキング（ヨムスヴィキング

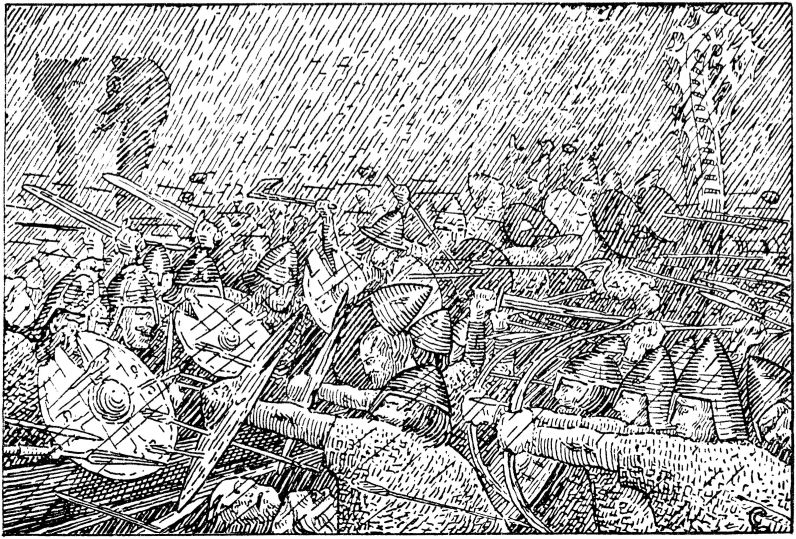
986年のヒョルンガヴァーグの戦いにおいて、雹の嵐の中で戦うヨムスヴァイキング。

、ヨームのヴァイキングとも。Jomsvikings）は、10世紀から11世紀にかけて活躍したおそらくは伝説上のヴァイキングの傭兵団または盗賊団である。彼らはオーディンやトールといった神々への崇拝に一生を捧げていた。彼らは（キリスト教圏から見て）忠実な異教徒(en)であった。しかし一般的な評価によれば、彼らは自分たちに相当な額の報酬を払うことができるいかなる貴族のためにも戦い、時にはキリスト教徒である統治者と共に戦った。

## 解説

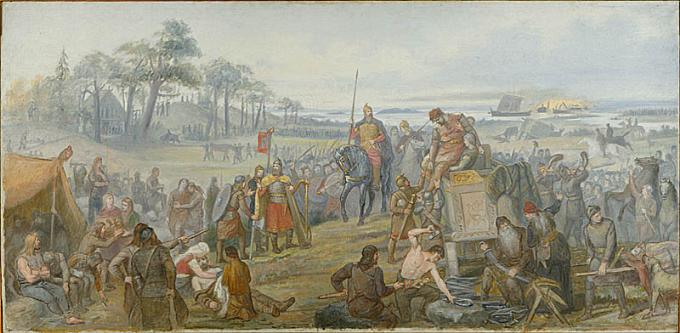
ヨムスヴァイキングは984年のフューリスヴァラナの戦いにも関与した（Mårten Eskil Wingeが1888に描いた絵画。）

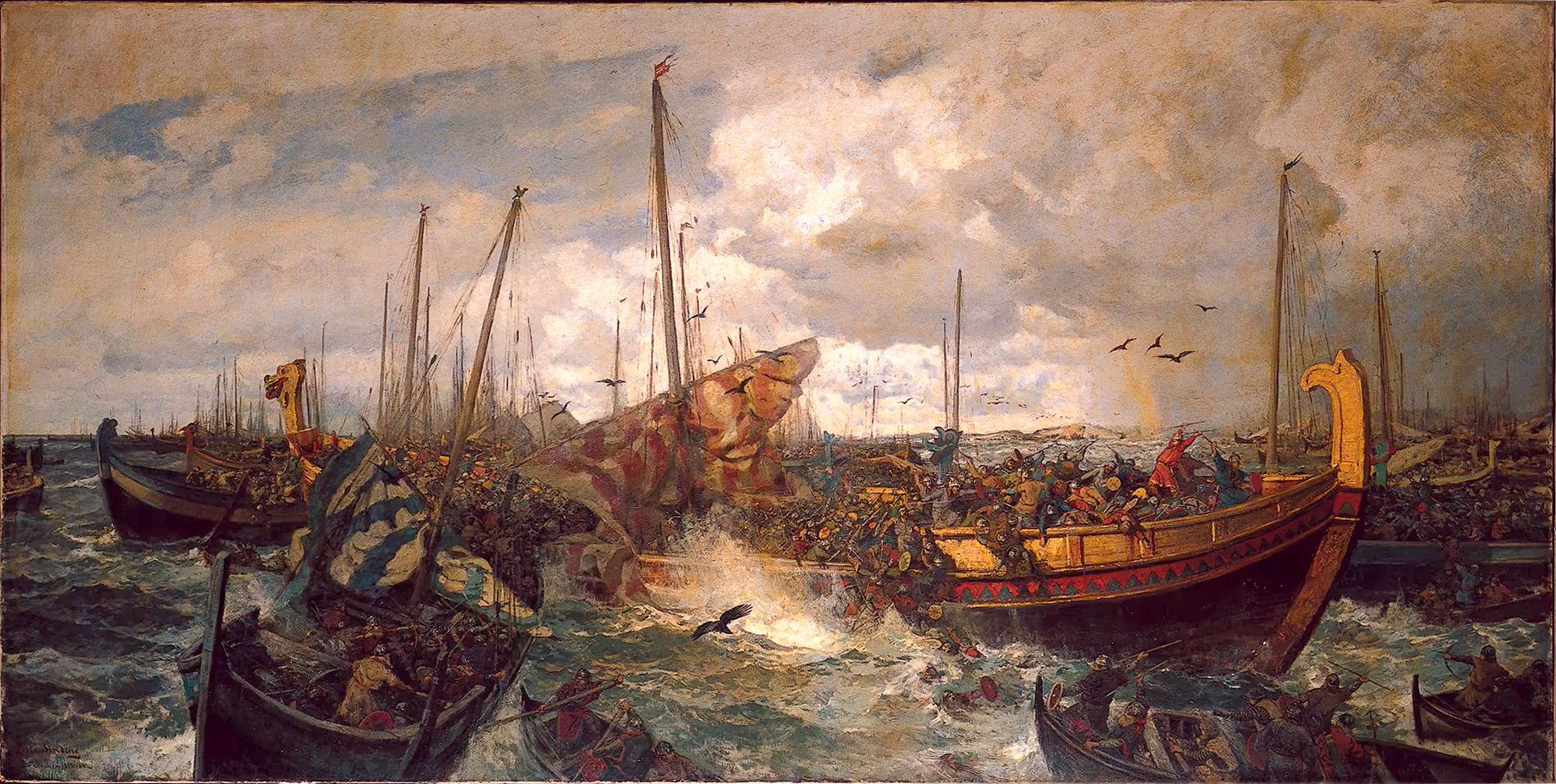
1000年のスヴォルドの海戦。（オットー・シンディングが描いた絵画。）

古代北欧のサガ(en)（特に『ヨムスヴァイキングのサガ』、『オーラヴ・トリュッグヴァソン王のサガ』、フラート島本に見られるいくつかの物語）によると、彼らの拠点であるヨムスボルグはバルト海の南岸にあったとされている。しかしその正確な場所については現代の歴史家や考古学者によって議論されている。多くの学者は、ウォリン内のウォリン町の北方、シルバーベルク(Silberberg)の丘にいたと考えている。ヨムスボルグは、中世のデンマーク語やドイツ語での記録で言及されている「Jumne」、「Julin」そして「Vineta」と同一の場所だと考えられている。
ヨムスヴァイキングの伝説は、12世紀から13世紀にかけてのアイスランドのサガ(en)のいくつかに見いだされる。主要な情報源が不足していることから、ヨムスヴァイキングの存在は、史実に基づく活動範囲の議論の題材となっている。「Jomsvikings」や「Jomsborg」という名前に言及している現代の情報源はないものの、3つのルーン石碑が現在もある。そして、彼らの戦いの1つに言及し伝えている当時の何編の詩節(Lausavísa)がある。
『デンマーク人の事績』によれば、ヨムスボルグに城塞を作ったのはデンマークのハラルド青歯王とされている。しかし『ヨムスヴァイキングのサガ』によれば、ヴェンドの王ブリスラヴが自国をヴァイキングから守るために、デンマークのフュン島を支配していたパルナトキに築かせたという。同サガの伝えるところでは、パルナトキはヨムスボルグにおいて部下を鍛えたが、彼の元に集まった男達には、後にパルナトキを継いで首領となるシグヴァルディ、のっぽのトルケルなどがいる。シグヴァルディの代になってから、デンマーク王スヴェン双叉髭王に対しノルウェーのハーコン・シグルザルソンを倒すことを約束して出撃する（ヒョルンガヴァーグの戦い）。しかしハーコンの守護女神であるトルゲルドとイルパ(en)が雹の嵐を起こしたため、シグヴァルディらは撤退した。986年のこの戦いでの敗北がやがてヨムスボルグを弱化させることとなった。
『オーラヴ・トリュッグヴァソン王のサガ』は、ヨムスヴァイキングが1000年のスヴォルドの戦いで、それが裏切りであるならば、決定的な役割を演じたことを語っている。スヴォルドにおいて、ヤールのシグヴァルディ率いるヨムスヴァイキングの艦隊は、ノルウェーのオーラヴ・トリュッグヴァソン王を見捨て、彼の艦隊を全滅させるために、彼の敵と協力した。
ヨムスヴァイキングは1009年に東部イングランドを襲っており、11世紀前半の期間にはスカンディナヴィア各地の領土も侵略した。1013年頃にはスヴェン双叉髭王に代わってイングランドに出征していたが、観点を変えれば、おそらくはイングランド人から彼ら自身のためのデーンゲルド（退去料）を得るための計略であった。ヴァイキングの侵略軍はエゼルレッド無思慮王をノルマンディーへ追い払うこととなった。
ヨムスヴァイキングは20-30年ほどの間に衰退の一途を辿っていった。1043年、『ヘイムスクリングラ』によると、ノルウェーのマグヌス1世はヨムスヴァイキングの脅威に終止符を打つことを決めた。彼はヨムスヴァイキングを打ち負かし、その要塞を破壊して、生き残ったヴァイキング達を処刑した。

## フィクションでの登場事例
ヨムスヴァイキングは連載漫画の『ヴィンランド・サガ』において大きな役割を果たしている。作品中で、主要な登場人物の幾人かは、のっぽのトルケルといったサガにおけるヨムスヴァイキング達やクヌート大王をモデルにしている。

## 主要な情報源
この一覧は網羅的ではない:
- Jómsvíkinga saga （英語）
- Jómsvíkingadrápa （英語）
- ヘイムスクリングラ
- Styrbjarnar þáttr Svíakappa （英語）
- Eyrbyggja saga （英語）
- デンマーク人の事績
- オーラヴ・トリュッグヴァソン王のサガ